# Баран-де-Сан-Мигел
Баран-де-Сан-Мигел (порт. Barão de São Miguel)  —  населённый пункт и район в Португалии,  входит в округ Фару. Является составной частью муниципалитета  Вила-ду-Бишпу. По старому административному делению входил в провинцию Алгарве (регион). Входит в экономико-статистический  субрегион Алгарве, который входит в Алгарве. Население составляет 440 человек на 2001 год. Занимает площадь 14,86 км².